# (24713) Ekrutt
(24713) Ekrutt – planetoida z grupy pasa głównego asteroid okrążająca Słońce w ciągu 3 lat i 208 dni w średniej odległości 2,33 j.a. Została odkryta 12 września 1991 roku w Karl Schwarzschild Observatory w Tautenburgu przez Lutza Schmadela i Freimuta Börngena. Nazwa planetoidy pochodzi od Joachima Ekrutta (ur. 1948), niemieckiego astronoma amatora. Została zaproponowana przez Lutza Schmadela. Przed nadaniem nazwy planetoida nosiła oznaczenie tymczasowe (24713) 1991 RE4.